# Ministres de François II
Royaume de France
(Monarchie féodale)
Ministres de Henri II Ministres de Charles IX
Les Ministres de François II ont formé le 26e gouvernement de la France sous la monarchie féodale du Royaume de France. Ils ont été en fonction pendant le règne du roi François II entre le 10 juillet 1559 et le 5 décembre 1560.

## Histoire
Le 30 juin 1559, lors d'un tournoi en l'honneur du futur mariage de Emmanuel-Philibert de Savoie avec Marguerite, la sœur du roi, le roi Henri II de France est blessé à l’œil par Gabriel de Montgommery.
L’état du roi Henri II se détériore à partir du 4 juillet puis le roi décède le 10 juillet, jour du mariage. Son fils aîné, François II, âgé de 15 ans et 2 mois, lui succède. 
Selon la loi, il est majeur. Il n'a donc pas besoin de s'entourer d’un conseil de régence.
Les protestants espèrent obtenir la fin de la répression catholique, mais le premier jour de son règne, François II  commande à ses quatre secrétaires d'État de s'adresser à sa mère, la reine Catherine de Médicis, qui, accablée par la mort de son époux, confie les rênes du gouvernement aux Guises catholiques partisans d'une fermeté envers la religion réformée. 
François de Guise et de Charles de Guise, les oncles maternels de la reine Marie, profitent de leur ascendant sur le roi François II pour s'imposer après la mort d'Henri II. Les deux frères Guise tentent une véritable « révolution de palais » et évincent l'ancien favori, Anne de Montmorency. Celui-ci est confirmé dans sa charge de connétable (le roi précédent a ordonné la survivance de sa fonction pour son fils François de Montmorency), mais est évincé de la cour. La reine-mère son fils François de Montmorency à rendre sa charge de Grand maître, dont la teneur est donnée au duc de Guise. Celui-ci se voit aussi confier le commandement en chef de l'armée royale. Le garde des sceaux Jean Bertrand doit rendre les sceaux au chancelier François Olivier (ce dernier va  démissionner le 2 janvier 1560). Le cardinal de Lorraine prend la direction des finances, de la justice et de la diplomatie.
Les Guises poursuivent la politique d'Henri II et tentent de réprimer l'hérésie calviniste ; ils s'imposent comme les nouveaux maîtres de la cour.
Deux princes du sang prennent au contraire le parti de la réforme : Antoine de Bourbon, qui est catholique mais dont la femme Jeanne d'Albret est calviniste,  et son frère le prince de Condé. Ils considèrent que leur rang devrait leur donner la première place au conseil du roi et tolèrent mal la faveur des Guises. Ils restent en retrait et évitent le conflit frontal avec les Guises pour ne pas provoquer de conflit ouvert avec la cour où ils ont leurs intérêts.
Le prince de Condé protège une conspiration à couvert. En mars 1560, plusieurs gentilshommes protestants complotant pour enlever François II sont dénoncés et arrêtés. Le 17 mars, le roi François II confie au duc de Guise, François  la lieutenance générale du royaume.
Dès le mois de juillet 1560, Anne de Montmorency est rappelé au conseil du roi - avec une influence évidemment moindre que sous Henri II.
Vers le 4 ou 5 octobre, le roi annonce son intention de faire la guerre aux rebelles, face aux membres du conseil et aux chevaliers de l’ordre présents à la cour. Tous prêtent serment de fidélité au roi. Il interpelle aussi la reine Catherine : « Vous aussi ma mère, vous serez de cette guerre ».
Dès novembre 1560, l'état de santé du roi s'aggrave jusqu'à tomber en syncope le 17 novembre. Le 5 décembre 1560, des maux insupportables à l'oreille ont raison de François II qui décède sans postérité, ses ministres passent sous l'autorité de son frère Charles IX, âgé de dix ans.
Le 21 décembre 1560, les membres du Conseil privé nomment Catherine de Médicis « gouvernante de France ». Les Guises se retirent de la cour. Marie Stuart, veuve de François II, retourne en Écosse.

## Composition
- Chef et surintendant général de la Maison du Roi (Grand maître de France) :
  - 1559 – 1563 : François de Lorraine, duc de Guise.

- Secrétaire d'État des Affaires étrangères :
  - 1558 – 1567 : Jacques Bourdin, seigneur de Villeines (en même temps à la Marine).

- Grand maître de l'artillerie de France :
  - 1550 – 1567 : Jean d'Estrées, comte d'Orbec.

- Connétable de France :
  - 1538 – 1567 : Anne, duc de Montmorency.

- Secrétaire d'État de la Marine :
  - 1558 – 1567 : Jacques Bourdin, seigneur de Villeines (en même temps aux Affaires étrangères).

- Garde des sceaux :
  - 10 juillet 1559 – avril 1560 : vacance
  - 1er avril – 2  juin  1560 : Jean de Morvillier.
  - 30 juin 1560 – février 1568 : Michel de L'Hospital, conseiller au Parlement de Paris.

- Chancelier de France :
  - 1559 – 2 janvier 1560 : François Olivier.
  - 1er avril – février 1568 : Michel de L'Hospital, conseiller au Parlement de Paris.

- Grand chambellan de France :
  - 1551 – 1562 : François de Lorraine, duc de Guise.

- Surintendant des finances :
  - 1559 – 1563 : Charles de Guise, cardinal de Lorraine.